# 辛娅·克劳斯
辛娅·克劳斯（Sinja Kraus，2002年4月29日—），奥地利女子网球运动员。截至2024赛季，克劳斯在ITF女子世界网球巡回赛上有9个单打和1个双打冠军。2017年欧洲青少年奥林匹克运动会网球女单铜牌得主。
克劳斯代表奥地利比利·简·金杯代表队出战，首次出场是在2020年联合会杯欧非区对阵意大利队的双打比赛。
克劳斯首次参加WTA巡回赛是在本土举行的2021年林茨女子网球赛，她获得了一张正赛外卡，但在首轮负于艾莉森·范乌伊特凡克。作为幸运落败者她在2023年波哥大网球公开赛首轮击败了赛会8号种子娜迪亞·波多偌斯卡。负于努丽娅·布兰卡乔。
在2025年林茨女子网球赛，克劳斯获得了一张双打外卡，并通过资格赛打入了单打正赛。